# PT-19 (航空機)

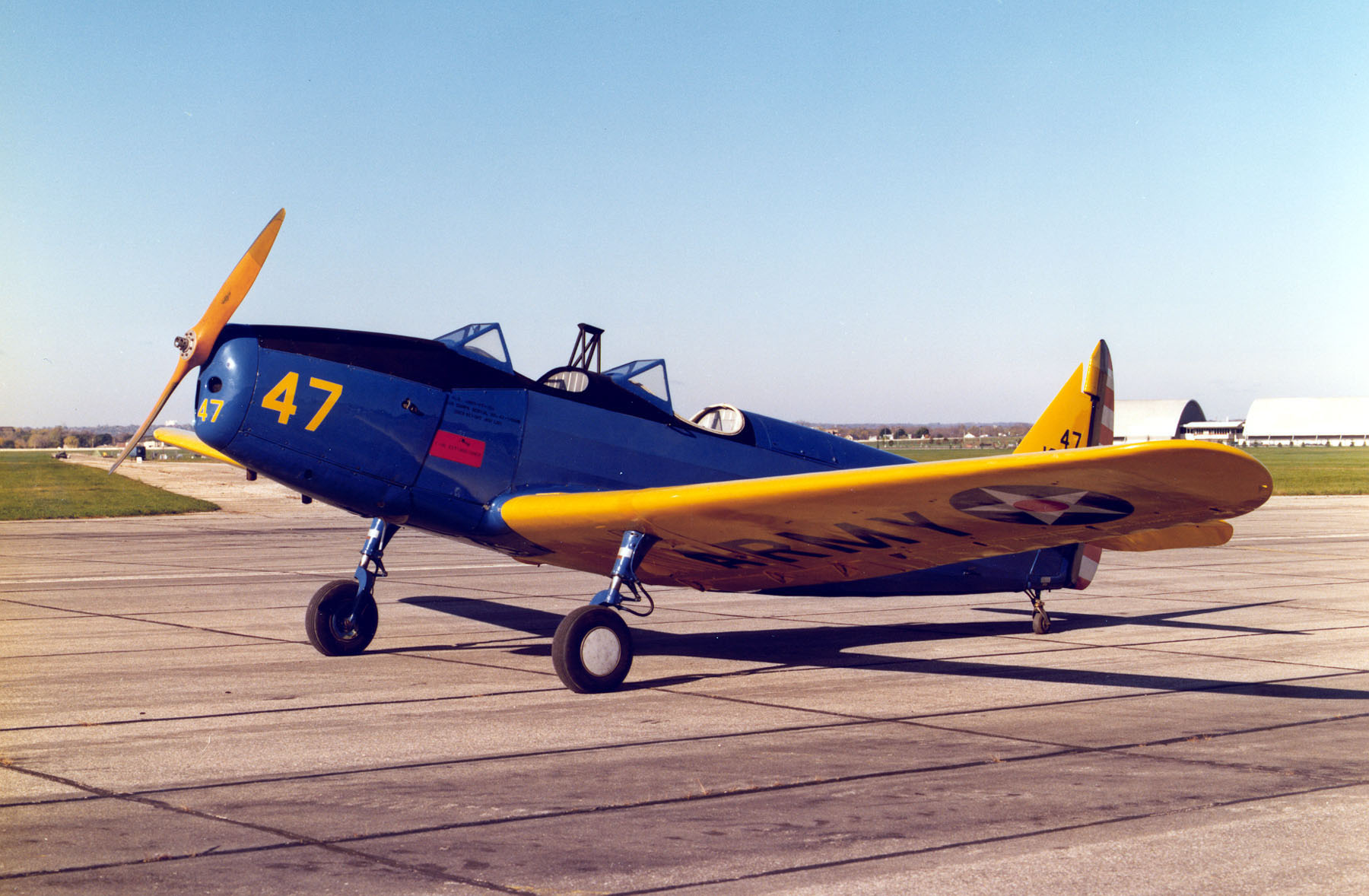
Fairchild PT-19

PT-19 コーネル （CORNELL）は第二次世界大戦時にアメリカ陸軍で使用されたフェアチャイルド社製の初等練習機である。

## 概要
フェアチャイルド社はアメリカ陸軍向け初等練習機として開発した機体（社内名称M-62）は、1939年に陸軍によるテスト後PT-19として270機の発注を受けた。この機体は空冷のレンジャーエンジンを搭載していたが、機首は液冷式エンジンのようにスマートに整形されていたのが特徴だった。低翼単葉の固定脚で、胴体の構造は鋼管骨組みに羽布張り、主翼は木製だった。その後、1941年には大量生産命令が出され、エンジンを若干強化した型(PT-19A)が3,600機以上生産された。また、計器飛行訓練用の機体（PT-19B）も900機以上生産された。
しかし、これらの量産によりレンジャーエンジンが供給不足となったため、エンジンをコンチネンタル空冷星型エンジンに換装する改造が施され、PT-23の形式名で量産された。PT-23は各型合わせて1,000機以上生産された。これとは別にカナダ空軍へのレンドリース用の機体（PT-26）も1,700機以上生産された。

## スペック
- 全幅: 10.97 m
- 全長: 8.45 m
- 全高: 2.32 m
- 全備重量: 1,154 kg

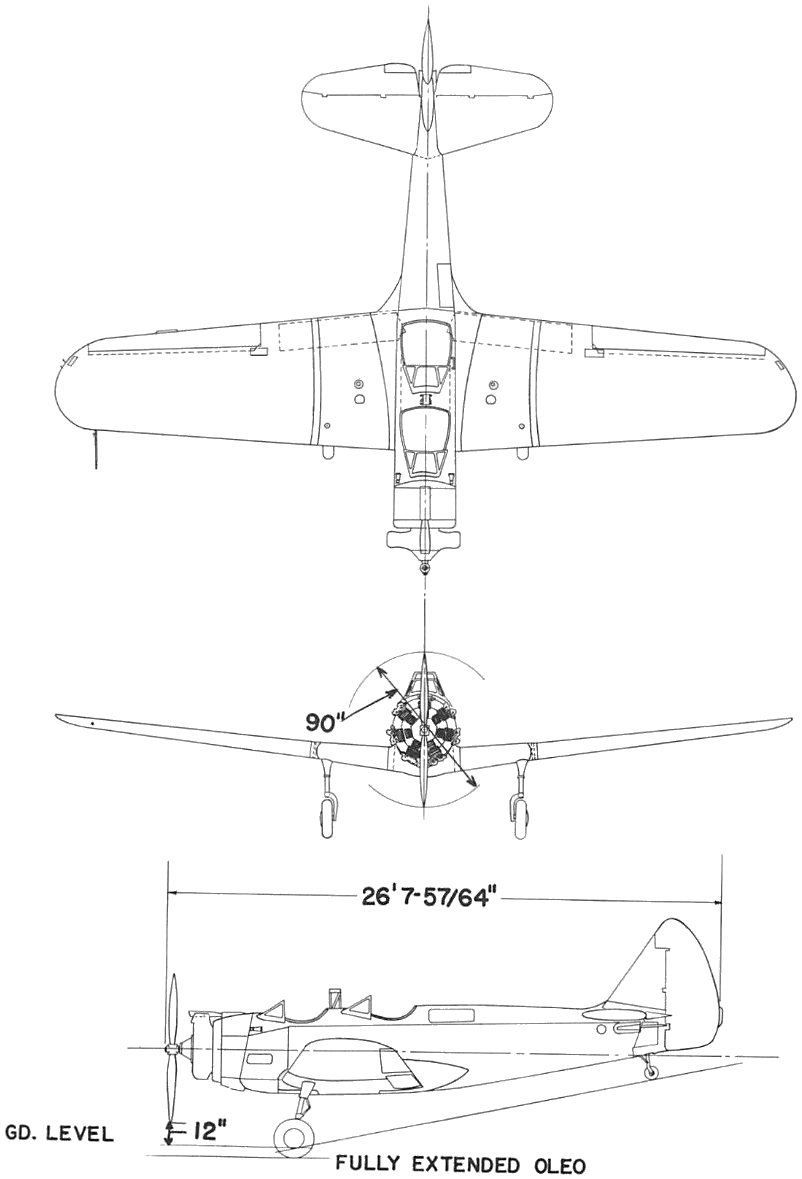
Fairchild PT-23 Cornell

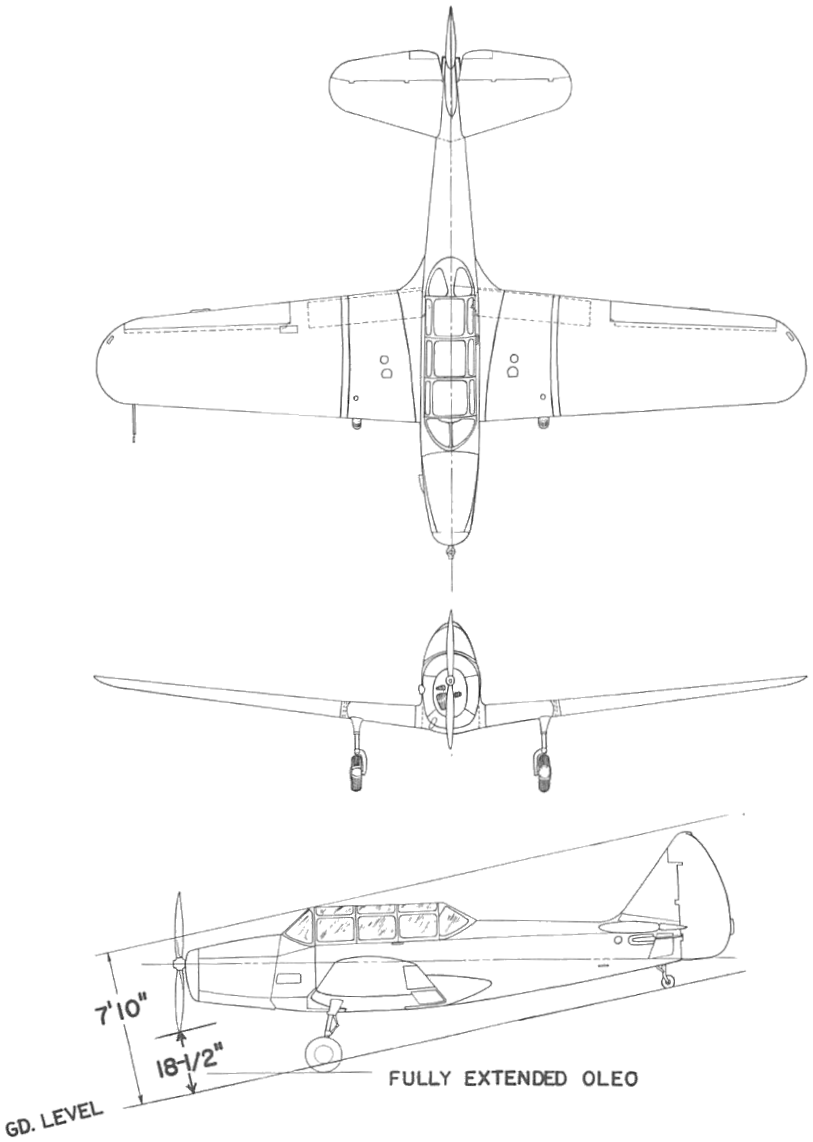
Fairchild PT-26 Cornell

- エンジン: レンジャーL-440-3 空冷6気筒エンジン 出力200 hp
- 最大速度: 212 km/h
- 航続距離: 644 km
- 乗員: 2名